# Sokka
Sokka – postać fikcyjna. Bohater amerykańskiego serialu animowanego Awatar: Legenda Aanga. W filmie aktorskim Ostatni władca wiatru wcielił się w niego Jackson Rathbone.

## Opis
15-letni wojownik z Południowego Plemienia Wody, zbyt młody kiedy mężczyźni ruszali na wojnę wziął na siebie rolę opiekuna plemienia. Razem z siostrą towarzyszy Aangowi w wykonywaniu jego zadania. W przeciwieństwie do przyjaciół, Sokka nie jest magiem, jednak nieraz ma okazję zademonstrować swój prawdziwy dar – pomysłowość. Jest dumny ze swojej fizycznej i psychicznej siły, choć nieraz jest zazdrosny o umiejętność Bendingu. Jest niezwykle bystry, opiera się na nauce tam, gdzie mistycyzm i sztuki walki zawodzą, jednak poprzez niedojrzałe zachowanie sprawia, że pozostali nie doceniają jego intelektu. Zakochał się w szesnastoletniej księżniczce północnego plemienia wody – Yue. Po stracie Yue zakochał się w Suki.

## Bronie
Sokka używał nie dużego arsenału, zawsze i wszędzie zabierał ze sobą swój bumerang.
Jego najpotężniejszą bronią był jego miecz, kiedy Sokka uczył się u swego mistrza jak władać mieczem na końcu treningu wykuł sobie miecz z meteorytu który spadł na ziemie, Sokka również stracił ten miecz próbując ocalić siebie i Toph przed magami ognia.
Jego drugorzędną bronią był pojedynczy sztylet którego używał lecz nie posługiwał się nim zbyt zręcznie i nie pokonał nim dużo przeciwników.